# 90minut.pl
90minut.pl, site internet consacré au football et lancé le 1er janvier 2003, est un projet indépendant mais basé sur le même système que celui de la RSSSF, et géré par ces auteurs : Paweł Mogielnicki (créateur de mogiel.net, site créé le 20 janvier 1996) et Maciej Kusina. Sa rédaction est assurée par dix journalistes professionnels, qui travaillent dans des bureaux éditoriaux régionaux et sont épaulés par plusieurs dizaines de contributeurs occasionnels.

## Description
90minut.pl est un site d'actualités et une grande base de données, consacrés au football polonais. Le site est basé sur ses nombreuses archives, concernant à la fois championnats (les dix premières divisions de Pologne, le championnat féminin et junior) et joueurs, évoluant en grande majorité en Pologne. Lancé officiellement en début d'année 2003, le projet a été adopté en novembre 2002 par ses auteurs, qui désiraient donner une suite au projet mogiel.net, fondé en 1996.
La version WAP est disponible depuis le 29 mars 2004.
Lors de la Coupe du monde 2006, le site ms06.pl est créé en parallèle, mais l'expérience n'est finalement pas renouvelée pour les grandes compétitions suivantes.
En août 2013, la fréquentation journalière du site est estimée à 16 385 visiteurs uniques, et 139 272 pages sont vues chaque jour.